# Можаева, Галина Николаевна
Гали́на Никола́евна Можа́ева (10 марта 1929, Тифлис, Грузинская ССР, СССР — 25 мая 2015, Санкт-Петербург, Российская Федерация) — советский и российский цитолог и биофизик, член-корреспондент РАН (1994), лауреат Государственной премии СССР (1985).

## Биография
Специалист в области исследований ионных каналов клеточных мембран. Исследовала их роль в передаче сигналов от поверхности клетки к внутриклеточным структурам.
В 1983—2005 гг. — заведующая лабораторией ионных каналов клеточных мембран Института цитологии РАН. Член Европейской академии (1993).
Доктор биологических наук, профессор. Член-корреспондент c 31.03.1994 — по отделению физиологии (физиология человека и животных).

## Награды и звания
- Орден Дружбы (1999)[1]
- Государственная премия СССР (в составе группы, за 1985 год) — за цикл работ «Нейротоксины как инструменты исследования молекулярных механизмов генерации нервного импульса» (1973—1983)